# Ideopsis eugenia
Ideopsis eugenia är en fjärilsart som beskrevs av Hans Fruhstorfer 1907. Ideopsis eugenia ingår i släktet Ideopsis och familjen praktfjärilar. Inga underarter finns listade i Catalogue of Life.